# Westerpark (Zoetermeer)
Het Westerpark is een natuurpark in Zoetermeer in de Nederlandse provincie Zuid-Holland.
Het Westerpark is vanaf begin jaren 1970 gelijktijdig met de ontwikkeling van de woonwijk Meerzicht gerealiseerd. Oorspronkelijk was het de bedoeling dat er een stadspark zou komen. Om te besparen op onderhoudskosten, is gekozen voor onderhoudsarme bomen en struiken. Als gevolg hiervan is het Westerpark geen strak onderhouden stadspark geworden maar een natuurgebied van ongeveer 150 hectare. De waterpartijen kregen tevens een functie als waterberging. De aanleg van het gebied kostte circa 24 miljoen gulden.
Het park is verdeeld in deelgebieden, elk met hun eigen karakter. Zo zijn er een bosgebied, een bloemenweide, een plassengebied, de Natuurtuin en sportvelden. Er is sprake van een landschappelijke aanleg, gedeeltelijk op een voormalige stortlocatie. Heuvels aan de zuid- en westzijde bieden bescherming tegen het verkeerslawaai van de A12. Er is een afwisseling van bosachtige gedeelten met open vlakten en slingerende waterpartijen. In de opzet van het park komt, in tegenstelling tot de woonwijk Meerzicht, de oorspronkelijke verkavelingsrichting van de polder terug, te herkennen in een aantal bossingels en in hoofdlijnen ook in de waterlopen.
In het Westerpark is veel ruimte voor extensieve dagrecreatie. Door het park lopen drie fiets- en wandelroutes, er is een trimbaan en een ruiterpad. In het park is ook veel water te vinden, geschikt voor extensieve dagrecreatie als vissen, waterfietsen, roeien en kanoën. In het Westerpark is ook een bowlingcentrum gevestigd, waar tevens roeibootjes, waterfietsen en fluisterbootjes te huur zijn.
Naast het bowlingcentrum ligt een grote speeltuin, die tegen betaling te bezoeken is. Het piratenfort in de speeltuin is gebouwd bovenop een Duitse bunker uit de Tweede Wereldoorlog, die onderdeel was van de Atlantikwall.
Aan het einde van de Heuvelweg is Golfpark Westerpark van de Hollandsche Golfbaan Exploitatiemaatschappij gevestigd, een 18 holes golfbaan en een 3 holes oefenbaan. Aan de kant van de A12 zijn de sportvelden gelegen, met ruimte voor onder meer handboogschieten en voetbal.
Voor wandelaars en fietsers zijn aparte routes uitgestippeld zo ook voor ruiters en hun paarden. Het gebied is beperkt toegankelijk voor auto's; hier en daar zijn kleine parkeerplaatsjes aangebracht waar maximaal dertig auto's per terrein een plaats kunnen vinden.

## Natuurtuin
Op een van de eilandjes in het Westerpark is een natuurtuin aangelegd van circa 1,5 hectare. Ze is ontworpen om op kleine schaal de van oudsher in Zoetermeer voorkomende levensgemeenschappen van planten en dieren een plek te geven. Er zijn Zoetermeerse 'landschapjes' uit het verleden en heden. Zomer- en wintergraanakkertjes, een boomgaard, een moeras met riet en biezen, bloemrijk hooiland, sloten en singels, een braakliggende hoek en een griend vormen tezamen een afwisselend geheel.
De tuin is ontworpen door de gemeente Zoetermeer in samenwerking met buurtbewoners uit Meerzicht. Het ontwerp is geïnspireerd door het heemtuin-idee van Jac. P. Thijsse. Inwoners van Zoetermeer kunnen in de tuin op een indruk krijgen van traditionele lokale landschapselementen. De bodem bestaat naast de al aanwezige klei, uit veen dat van elders werd aangevoerd. Veel aandacht is er voor de waterhuishouding. Twee windmolentjes voor de watertoevoer hebben echter niet kunnen voorkomen dat het hoger gelegen veen voor een groot deel is veraard en ingeklonken.
In de jaren 1970 werd de tuin beheerd als wilde plantentuin. In die fase zijn veel soorten aangeplant en uitgezaaid. Het beheer was vooral gericht op het in standhouden van soorten. Later werd het gebied meer als natuurtuin beheerd. Dit hield in dat de natuur zich kon ontwikkelen binnen de randvoorwaarden van natuurlijk beheer. De tuin werd een proeftuin voor natuurlijk groenbeheer. Een aantal plantensoorten dat ooit in de natuurtuin is geïntroduceerd vestigden zich later ook elders in het Westerpark en in Zoetermeer. In de loop der jaren hebben zich tal van dieren vanuit de omgeving in de tuin gevestigd. De Natuurtuin wordt grotendeels verzorgd door vrijwilligers. Zij voeren werkzaamheden uit als knotten, snoeien, maaien en wieden.